# Little Deuce Coupe (canção)
"Little Deuce Coupe" é uma canção escrita por Brian Wilson e Roger Christian para o grupo The Beach Boys. A canção primeiro apareceu no álbum Surfer Girl de 1963, e pouco mais tarde foi incluída em outro álbum de estudo, Little Deuce Coupe e foi editado como lado B do singelo "Surfer Girl". "Little Deuce Coupe" atingiu o posto 19 em Cash Box.
A música foi escrita por Brian Wilson e o DJ de estação de rádio Roger Christian, isto qualificou a The Beach Boys em fazer "canções de carro" que tinham certas aparências de "Surfin'", e o modo de viver de um californiano adolescente dos anos 1960. A canção tem a Mike Love com a voz principal.
O carro do qual falam é o Ford Model B, modelo de 1932, que se menciona como um "Deuce Coupe".

## Publicações
"Little Deuce Coupe" apareceu nos álbuns de estudo Little Deuce Coupe e Surfer Girl ambos de 1964, foi regrabada em ocasião de Beach Boys' Party! de 1965, foi compilada em Best of The Beach Boys de 1966, em Endless Summer de 1974, em 20 Golden Greats de 1976, em The Very Best of The Beach Boys de 1983, em Summer Dreams de 1990, no álbum Stars and Stripes Vol. 1 de 1996 The Beach Boys gravaram de novo esta canção com o artista de música de country James House, em Endless Harmony Soundtrack em 1998, em The Greatest Hits - Volume 1: 20 Good Vibrations de 1999, em Hawthorne, CA de 2001, em The Very Best of The Beach Boys de 2001, em Sounds of Summer: The Very Best of The Beach Boys de 2003, em Platinum Collection: Sounds of Summer Edition de 2005, em Ou.S. Singles Collection: The Capitol Years, 1962-1965 de 2008, em Fifty Big Ones: Greatest Hits de 2012 e em Made in Califórnia de 2013.

## Ao vivo
Editaram-se cinco versões de "Little Deuce Coupe" ao vivo, em Beach Boys Concert, Good Timin': Live at Knebworth England 1980, Songs from Here & Back, e como parte de um medley ao vivo em Endless Harmony Soundtrack e parte de um medley em Live – The 50th Anniversary Tour. Ao Jardine incluiu esta canção em seu álbum solista ao vivo Live in As Vegas.
Brian Wilson tem interpretado esta canção várias vezes ao vivo, incluindo no tour de 2013 com Ao Jardine e David Marks em onde Jardine toma a voz principal.

## Comentários
Frank Zappa diz em seu autobiografía The Real Frank Zappa: "Uma das coisas mais emocionantes que lhe passou no mundo da música branca foi quando The Beach Boys usaram a progressão V-II em 'Little Deuce Coupe'". Zappa diz: "Um importante passo adiante indo para atrás".